# Lewiczyn (powiat mławski)
Lewiczyn – wieś sołecka w Polsce położona w województwie mazowieckim, w powiecie mławskim, w gminie Lipowiec Kościelny.
| SIMC    | Nazwa  | Rodzaj    |
| ------- | ------ | --------- |
| 0118374 | Ruda   | część wsi |
| 0118368 | Słomka | część wsi |

W latach 1975–1998 miejscowość należała administracyjnie do województwa ciechanowskiego.